# San Antón (distrito)
San Antón é um distrito do Peru, departamento de Puno, localizada na província de Azángaro.

## Transporte
O distrito de San Antón é servido pela seguinte rodovia:
- PE-34B, que liga o distrito de Juliaca à cidade de Ayapata[1][2][3]